# Morlaye Sylla
Pour les articles homonymes, voir Sylla (homonymie).
Morlaye Sylla, né le 23 juillet 1998 à Conakry, est un footballeur international guinéen qui joue au poste de milieu de terrain pour le club portugais Arouca FC.

## Parcours

### Carrière en club
Morlaye sylla fait un temps avec le Fello Star de Labé entre 2017 et 2018, de 2018 en 2019 pour le club olympique de Coyah puis de 2019 en 2022, il jouer pour le Horoya Athlétic Club.
Après une expérience en 2016, Morlaye sylla est rappelé par le club portugais Arouca FC en 2022.

### Carrière internationale
Avec les moins de 17 ans, il participe à la Coupe d'Afrique des moins de 17 ans en 2015. La Guinée se classe troisième de cette compétition organisée au Niger, en battant le Nigeria lors de la "petite finale". Il dispute ensuite la même année la Coupe du monde des moins de 17 ans qui se déroule au Chili. Lors du mondial junior, il joue trois matchs. Il se met en évidence en marquant un but contre le Brésil. Avec un bilan d'un nul et deux défaites, la Guinée est éliminées dès le premier tour.
Avec les moins de 20 ans, il participe à la Coupe d'Afrique des moins de 20 ans en 2017. Il se met en évidence lors de la phase de groupe, en marquant deux buts et en délivrant une passe décisive contre le Mali. La Guinée se classe troisième de cette compétition organisée en Zambie, en battant l'Afrique du Sud lors de la "petite finale". Il dispute ensuite la même année la Coupe du monde des moins de 20 ans qui se déroule au Chili. Lors du mondial junior, il joue trois matchs. Avec un bilan d'un nul et deux défaites, la Guinée est éliminée dès le premier tour.
Morlaye Sylla réalise ses débuts avec l'équipe de Guinée lors d'une défaite 1-0 rentrant dans le cadre des qualifications pour le championnat d'Afrique des nations 2020, contre le Sénégal, le 21 septembre 2019.
En début d'année 2021, il participe au championnat d'Afrique des nations 2020 qui se déroule au Cameroun. Il joue cinq matchs lors de ce tournoi, et s'illustre en marquant trois buts : un en phase de poule contre la Namibie, un autre en quart face au Rwanda, et enfin un dernier lors de la "petite finale" gagnée face au pays organisateur. Il a été l'homme du match à quatre reprises lors du championnat d'Afrique des nations au Cameroun.
En janvier 2022, il est retenu par le sélectionneur Kaba Diawara afin de participer à la Coupe d'Afrique des nations 2021 organisée au Cameroun.

## Palmarès

### En club
Arouca FC
 Horoya AC
- Championnat de Guinée (1) :
  - Champion : 2020-21.

### En équipe nationale
| Guinée -17 ans - Coupe d'Afrique -17 ans : - 3e : 2015. |  | Guinée -20 ans - Coupe d'Afrique -20 ans : - 3e : 2017. |  | Guinée - Championnat d'Afrique des nations : - 3e : 2021. |

### Récompenses individuelles
Il fait partie de l'équipe-type de la Membre de l'équipe-type de la CAN U20 2017